# Erik Engsmyr
Erik Kjell Engsmyr (Greåker, 15 aprile 1929 – 14 marzo 2012) è stato un calciatore norvegese, di ruolo attaccante.

## Carriera

### Club
Engsmyr giocò con le maglie di Fredrikstad, Greåker e Sarpsborg.

### Nazionale
Conta 2 presenze per la Norvegia. Esordì il 16 settembre 1956, subentrando a Harald Hennum nella vittoria per 3-1 contro la Svezia.